# Schil (boom)
De schil van een boom bestaat uit alle weefsels tezamen buiten het cambium. Als een boomstam wordt geschild, worden deze delen verwijderd. 
Oorspronkelijk is de schil het geheel van epidermis, schors, pericykel, primair floëem, secundair floëem, merg-verbinding buiten het cambium en eventueel in deze weefsels gevormd periderm. In een later ontwikkelingsstadium kunnen deze weefsels geheel of gedeeltelijk verdwijnen. De schil is variabel van bouw afhankelijk van de plaats waar de kurklagen zich hebben gevormd. Dat kan direct onder de epidermis zijn, maar ook dieper in de primaire schors (cortex). 
In de schil zijn drie lagen te onderscheiden: een buiten-, een tussen- en een binnenlaag, met elk hun eigen opbouw:
| - schil - buitenste laag - rhytidoma of korst († dode weefsels en materialen) - epidermis - cortex (primaire schors) (gedeeltelijk!) - periderm - felleem (kurk) - fellogeen (kurkcambium) - felloderm, (kurkschors, kurkparenchym of secundaire cortex) - tussenlaag - cortex (primaire schors) (gedeeltelijk!) - pericykel - binnenste laag - primair floëem (+ bastvezels, bastparenchym) - secundair floëem 'bast' - (cambium) |